# 영 아티스트 어워드
영 아티스트 어워드(Young Artist Awards)는 매년 영 아티스트 재단에서 수여하는 상이다. 1979년 최초로 모렌 드라고니가 최초로 시작했으며 텔레비전이나 영화에서 뛰어난 연기를 보여준 젊은 연기자나 예술가에 시상하는 데 역점을 두겠다고 발표했다. 이유는 더 나이가 많은 배우에 상을 뺏기게 될 가능성이 그만큼 높았기 때문이었다. 또 장애가 있거나 자금에 어려움을 겪는 예술가들에게 새로운 희망을 열도록 돕는 데 재단의 상 제정 목적이 있다.
원래는 유스 인 필름 어워드(Youth In Film Awards)라고 불리다 2000년에 영 아티스트 어워드라는 용어가 21번째 수상식 때 처음으로 도입됐다.

## 범주
2004년 32개 분야에 대해 상을 수여했다.
- 최고 장편 영화 - 남우주연상, 여우주연상
- 최고 장편 영화 - 남우조연상, 여우조연상
- 최고 장편 영화 - 남여 아역상(10세 혹은 이하)
- 인기 커플상
- 최고 단편 영화
- 최고 TV영화, 미니시리즈, 특별 부문 - 남우주연상, 여우주연상
- 최고 TV영화, 미니시리즈, 특별 부문 - 남우조연상, 여우조연상
- 최고 TV 시리즈상 - 남우주연상, 여우주연상
- 최고 TV 시리즈상 - 남우조연상, 여우조연상
- 최고 TV 시리즈상 - 남여 아역상(10세 혹은 이하)
- 게스트 출연자 - 남자, 여자 부문
- 최고 TV 시리즈상 - TV 시리즈 남우주연상
- 최고 TV 시리즈상 - TV 시리즈 여우주연상
- TV 시리즈부문 최고 부모님 역할상
- 10대역할 배우 중 최고 성인 배우
- 최도 성우상 - 남자, 여자 부문
- 최고 광고부문상
- 최고 TV 가족영화/특별부문
- 최고 TV 가족드라마 시리즈
- 장편 영화 - 국제 부문
- 최고 장편 영화(가족영화) - 애니메이션
- 최고 장편 영화(가족영화) - 코미디/뮤지컬
- 최고 장편 영화(가족영화) - 드라마

## 같이 보기
- 아카데미 아역상